# Marabu (авиакомпания)
Marabu  — эстонская бюджетная авиакомпания, штаб-квартира которой находится в Таллине, а базовые аэропорты — в Гамбурге и Мюнхене в Германии. Продажей билетов занимается Condor, который называет перевозчика партнёрской авиакомпанией.

## История
13 декабря 2022 года компания Attestor Capital, владелец 51 % акций немецкой бюджетной авиакомпании Condor, объявила о создании зарегистрированного в Эстонии перевозчика, который начнёт свою деятельность в летнем сезоне 2023 года, используя самолёты Airbus A320neo, зафрахтованные у компании Nordica. Перевозчик полностью принадлежит немецкой компании специального назначения CD Ferienflug Hessen Holding GmbH.
Nordica Aviation Group, материнская компания Nordica, ранее сообщила о своей роли в создании Эстонского AOC для неустановленного клиента, который начнёт свою деятельность весной 2023 года. 6 апреля 2023 года компания Xfly, входящая в Nordica Aviation Group, опубликовала на своем канале YouTube видео, в котором сообщила о завершении этого процесса.
15 апреля 2023 года первый самолёт компании Marabu, зарегистрированный как ES-MBU, совершил первый рейс из Мюнхена в Пальму-де-Майорку под позывным MBU6508.

## Флот
По состоянию на май 2023 года флот Marabu состоит из трех Airbus A320neo, одного Airbus A320 и одного Airbus A321.
| Тип Самолёта   | В эксплуатации | Заказано | Число мест | Примечания                     |
| -------------- | -------------- | -------- | ---------- | ------------------------------ |
| Airbus A320    | 1              | —        | 180        | Представлен от Heston Airlines |
| Airbus A320neo | 3              | 2        | 180        |                                |
| Airbus A321    | 1              | —        | 220        | Представлен от Heston Airlines |